# Esther Ndeti
Esther Ndeti, là một kỹ sư cơ khí, nữ doanh nhân và giám đốc điều hành công ty người Kenya, có vai trò Giám đốc điều hành của Hiệp hội Capital Private Equity & Venture Đông Phi (EAVCA), có trụ sở tại Nairobi, thủ đô của Kenya, hiệu quả 14 Tháng 1 năm 2017. Trước khi đảm nhiệm vị trí hiện tại, cô là điều phối viên khu vực cho Mạng lưới các doanh nhân phát triển Aspen (ANDE).

## Gia cảnh và giáo dục
Esther được sinh ra ở Kenya vào khoảng năm 1987. Sau khi học tiểu học tại địa phương, cô đăng ký vào trường trung học nữ Pangani, ở quận Nairobi, nơi cô lấy được bằng tốt nghiệp trung học. Sau đó cô được nhận vào Đại học Nairobi, nơi cô tốt nghiệp với bằng Cử nhân Khoa học về Kỹ thuật Cơ khí. Cô cũng có bằng tốt nghiệp Trung Quốc, lấy từ Học viện Khổng Tử tại Đại học Nairobi.

## Sự nghiệp
Ndeti đã có một sự nghiệp khác nhau trong quản lý kinh doanh kéo dài đến năm 2007, khi cô phục vụ trong một năm, với tư cách là phó chủ tịch của khu vực công ty của tổ chức sinh viên AIESEC. Sau đó, cô phục vụ như là điều phối viên quốc gia cho Đội ngũ Huấn luyện viên cho tổ chức, trong một năm nữa.
Sau khi thành lập với hai công ty địa phương, tại Nairobi, cô đồng sáng lập và làm giám đốc của Gregos Food Limited, một doanh nghiệp ẩm thực Kenya. Vào tháng 6 năm 2015, cô được thuê làm điều phối viên khu vực cho Đông Phi của ANDE, Mạng lưới các doanh nhân phát triển Aspen tại Viện Aspen. ANDE là một mạng lưới toàn cầu của các tổ chức hỗ trợ tinh thần kinh doanh tại các thị trường mới nổi.
Vào tháng 2 năm 2017, Esther được bổ nhiệm làm Giám đốc điều hành của EVCA, chịu trách nhiệm cho (a) thành viên (b) kết nối (c) đào tạo (d) sáng kiến kinh doanh (e) quan hệ đối tác chiến lược và (f) quan hệ truyền thông.

## Gia đình
Bà Esther Ndeti là một người mẹ.

## Những ý kiến khác
Năm 2010, cô thành lập ARÊTE, một công ty quản lý sự kiện. Năm 2018, Business Daily Africa, một tờ báo tiếng Anh hàng ngày của Kenya có tên Esther Ndeti, một trong Top 40 phụ nữ dưới 40 tuổi Kenya cho năm 2018.

## Hình ảnh và sơ đồ
- Ảnh của Esther Ndenti tại Eavca.org năm 2018 Lưu trữ ngày 10 tháng 7 năm 2019 tại Wayback Machine